# Palais de la Musique et des Congrès

Ostfassade des Gebäudes (2018)

Das Palais de la Musique et des Congrès (auch „PMC“; deutsch Musik- und Kongresspalast) ist ein Mehrzweckveranstaltungsgebäude in Straßburg, Frankreich. Der ursprüngliche Entwurf von Le Corbusier wurde nicht verwirklicht. Der Bau wurde in drei Abschnitten bis 1975, 1989 und 2016 errichtet. 
Seit 1976 ist das Palais Hauptspielstätte des Orchestre philharmonique de Strasbourg (Straßburger Philharmoniker).

## Lage
Das Gebäude befindet sich im Nordosten der Stadt unweit des Messegeländes und des Europaviertels. Es liegt südlich der Aar an der Rue Richard Strauss im Stadtbezirk Wacken. In der Nähe befindet sich eine Haltestelle für Busse und die Straßenbahnlinien B und E. Beim letzten Umbau wurden Parkplätze in Grünflächen zurückgebaut, die verbliebenen Parkplätze befinden sich auf der Westseite des Palais.

## Geschichte
Die Straßburger Philharmoniker wünschten Anfang der 1960er Jahre eine Modernisierung des Palais des Fêtes, das 1903 als Sängerhaus erbaut und 1921 um den „Salle de la Marseillaise“ erweitert wurde. Da auch Bedarf für ein modernes Kongresszentrum bestand, wandte sich Bürgermeister Pierre Pflimlin an den weltbekannten Architekten Le Corbusier. Dieser fertigte erste Entwürfe und ein hölzernes Modell mit geschwungenen Formen an. Le Corbusier starb jedoch im August 1965, bevor er endgültige Pläne vorlegen konnte.
Der Palais de la Musique et des Congrès wurde 1973–1976 von den Architekten François Sauer, Paul Ziegler und André Dahan in einem ganz anderen Stil und in der Form eines sechseckigen Gebäudes errichtet. In diesem befindet sich heute der Salle Érasme mit 1870 m² und 1876 Plätzen. Der Bau wurde am 16. Oktober 1975 eingeweht. Der Bau eines zweiten separaten Flügels erfolgte 1989, er entstand auf einem vieleckigen Grundriss. Dessen Veranstaltungssaal, der Salle Schweitzer hat heute 1265 m² und 1182 Plätze. Zwischen 2012 und 2016 erfolgte eine grundlegende Renovierung und Modernisierung. Das Palais erhielt einen dritten Flügel mit 8000 m² Grundfläche, dessen Veranstaltungssaal, der Salle Cassin 515 Plätze auf 571 m² hat. Der vieleckige Grundriss wurde zurückgebaut.
Neben den drei großen Sälen hat das Gebäude 23 weitere Veranstaltungsräume für 20 bis 440 Personen, 10.000 m² Ausstellungsfläche und weitere Flächen zur Bewirtung der Gäste.

## Beschreibung
Nach dem umfassenden Umbau von 2016 besteht das Palais aus drei Flügeln mit dem Grundriss unregelmäßiger Sechsecke die einander überlappen. Die Fläche des Gebäudes beträgt 45.000 m². Die Fassade ist aus Glas, vorgesetzt ist ein Umgang mit prismatisch geformten Stahlstützen. Nachdem das Architekturbüro Dietrich Untertrifaller Architekten 2011 den internationalen Wettbewerb gewonnen hatte, wurde das Projekt von 2013 bis 2016 mit Unterstützung der lokalen Architekten Rey-Lucquet et associés (Thierry Rey, Serge Lucquet und Olivier de Crécy) umgesetzt.
Zur Kunst am Bau gehört eine Großplastik im Außenbereich von Henry Moore: „Lying figure in two pieces: cut“ (1981, Liegende in zwei Teilen, zerschnitten). Eine Tapisserie wurde 2015 von Marc Petit (* 1961) angefertigt.